# Caragaș, Stînga Nistrului
Caragaș este un sat din Unitățile Administrativ-Teritoriale din Stînga Nistrului (Transnistria), Republica Moldova.
Conform recensământului din anul 2004, populația localității era de 4.766 locuitori, dintre care 3.384 (71%) moldoveni (români), 436 (9.14%) ucraineni si 820 (17.2%) ruși.

## Personalități

### Născuți în Caragaș
- Iachim Grosul (1912–1976), istoric, profesor universitar
- Anton Cicic (1923–1944), militar sovietic moldovean, cercetaș în timpul celui de-Al Doilea Război Mondial
- Nicolae Andronati (n. 1935), informatician, membru titular al Academiei de Științe a Moldovei, deputat în primul parlament al Republicii Moldova.